# Лонгони, Алессандро
Алессандро Лонгони (итал. Alessandro Longoni; родился 31 января 2008) — итальянский футболист, вратарь юношеской команды клуба «Милан».

## Клубная карьера
Воспитанник футбольной академии клуба «Милан». В феврале 2024 года подписал с клубом свой первый профессиональный контракт.

## Карьера в сборной
Выступал за сборные Италии до 15, до 16, до 17 и до 19 лет.
В 2024 году в составе сборной Италии до 17 лет сыграл на юношеском чемпионате Европы на Кипре, в котором итальянцы одержали победу.

## Достижения
- Чемпион Европы до 17 лет: 2024